# Aaron Owens

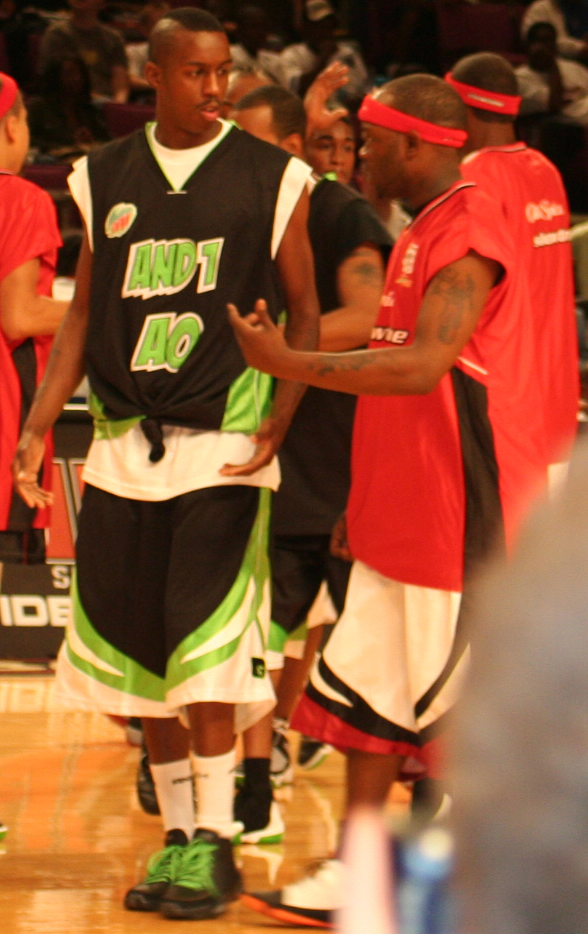
AO i Circus en un partit al Madison Square Guarden

Aaron Owens, més conegut com a "AO", nascut el 20 de març del 1976 a Filadèlfia, Pennsilvània, és un jugador de streetball del nord de Filadèlfia. Ha estat dins l'AND1 Mixtape Tour des de l'any 2000 i n'és un dels membres originals de l'equip.
AO fa 190,5 cm i pesa 75 kg. És reconegut per tenir una tècnica excepcional de la pilota i ser un gran passador, sempre dona al voltant de 20 assistències per partit. Durant la seva joventut, va anar al Simon Gratz High School, on va jugar junt amb els jugadors l'NBA Rasheed Wallace i Aaron McKie. Tot i haver jugat més tard en equips universitaris i en lligues professionals, se'l coneix internacionalment per les seves actuacions en l'equip d'And1 i com una llegenda dels carrers de Filadèlfia.

## Trajectòria

### A Lackawanna JC
AO va començar la seva etapa universitària al Lackwanna Junior College a Scranton, Pennsilvània. En el seu any novell d'universitari (1993-1994), va fer una mitjana de 16 punts i 8 assistències per partit, apareixent a 11 partits. Va fer una doble-figura 9 vegades.

### A Riverside CC
Després de dues temporades sense jugar, va tornar com a sophomore (jugador de segon any) jugant amb la universitat Riverside Community College (Califòrnia). Allà va fer una estadística de 14.3 punts, 4.7 rebots i 8.1 assistències per partit. Va ser titular als 34 jocs que va disputar l'equip. Va registrar 8 dobles-figura (incloent-hi una en rebots i assistències). La seva màxima anotació va ser de 29 punts davant Antelope Valley i el màxim d'assistències van ser 16, contra Cal Baptist JV. Cal destacar una estadística de 24 punts i 9 assistències en un partit i una doble-figura de 14 punts i 15 assistències davant l'Orange Coast. Va ser Honorable Mention All-State (jugador destacat a escala estatal) i va rebre els honors All-Orange Empire Conference (jugador honorífic de la conferència).

### A Fort Hays State
Més tard, Aaron Owens va moure's a Fort Hays State, on va jugar durant una temporada fent una mitjana de 15,5 punts, 3,4 rebots i 5,1 assistències. Algunes actuacions destacables van ser els 31 punts (11 de 14) davant de Nebraska-Kearney (27 de febrer), els 29 punts i 7 assistències davant Western State (24 de febrer), 25 punts i 8 assistències davant de Nebraska-Kearney altra vegada i 24 punts (8 de 13) contra Fort Lewis (10 de gener). Va arribar a les 9 assistències (el seu rècord aquella temporada) en 3 ocasions.

### A Henderson State
AO va acabar la seva etapa d'universitari a Henderson State (Arkansas). Ja com a sènior, va acabar amb una mitjana de 14,9 punts, 3,1 rebots i 6,2 assistències (ocupà la 19a plaça del país en nombre d'assistències). A destacar els 26 punts contra Southern Arkansas en les semifinals del torneig de la Conferència Gulf Coast. Va ser nomenat Jugador de l'any de la Conferència Gulf Coast.
Més tard va moure's a Fort Hays State durant una temporada i va acabar la seva temporada d'universitari a Henderson State (Arkansas).

### Als Dakota Wizards (IBA)
Durant la temporada 1999-2000 va jugar momentàniament amb els Dakota Wizards a la lliga IBA. Va jugar 4 partits i va fer una mitjana de 4.0 punts per partit.

### A Maccabi Karmiel (Israel)
Durant la temporada 2000-2001 va jugar durant poc temps amb el Maccabi Karmiel a Israel, on va fer una mitjana de 17,7 punts i 2,6 rebots en els 7 partits jugats.

### Als Mobile Reverters (NBDL)
Aaron Owens va jugar a la NBDL en els Mobile Revelers durant la temporada 2002-2003. Va ser seleccionat en la 13a ronda (elecció número 101) en el Draft. Va jugar com a titular 6 partits dels 12 que va disputar. Va acabar amb una mitjana d'11,6 punts, 2,7 rebots i 4,4 assistències per partit.

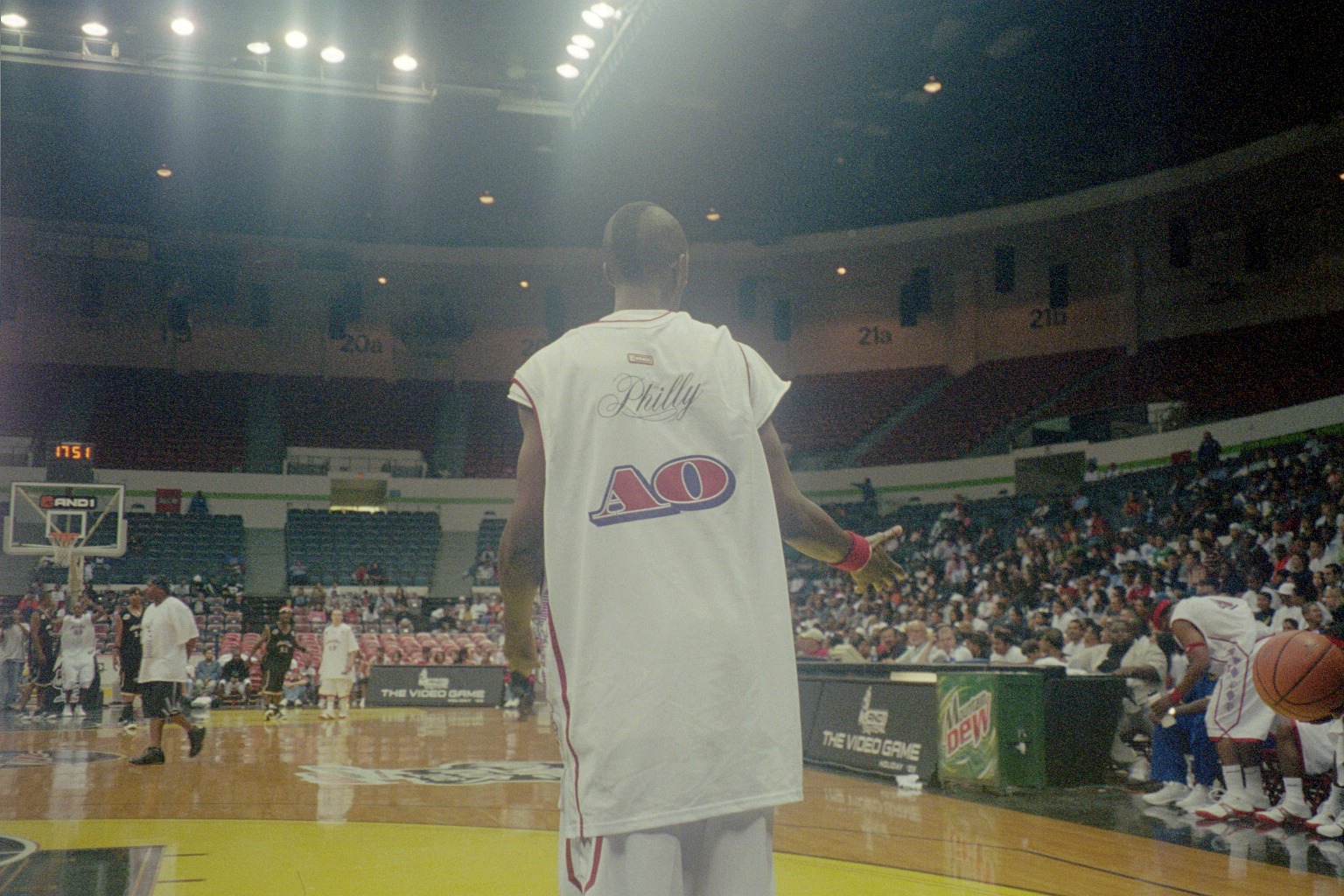
Aaron Owens, en un partit de l'And1 Mixtape Tour

## Curiositats
- Sovint llença les seves sabates, samarreta i pantalons al públic durant el partit o en acabar.
- Té una mitjana de 10-20 punts i més de 20 assistències per partit. Si s'inclou en les estadístiques els ankle breakers ('trencades', quan el rival cau a terra després d'una finta de l'atacant) i els «moviments espectaculars», fa triple-doble en cada partit.
- Des de l'any 2004, Owens porta el cabell a l'estil Mohawk.
- Al darrere de les samarretes de jugar porta "AO" com a dorsal i "Philly" com a nom.
- Quan no està a pista, Owens es dedica a mantenir la moral de l'equip alta amb el seu sentit de l'humor. A més a més, a poc a poc s'ha anat consolidant com el protagonista/narrador dels vídeos "And1 Mixtape", recopilatoris de jugades i anècdotes d'aquests partits i tours.
- Segons diu ell, un dels seus moments preferits del tour va ser quan va fer rebotar la pilota en el taulell i tot seguit en el cap de l'oponent.